# 2002–2003-as magyar női vízilabdakupa
A 2002–2003-as magyar női vízilabdakupa, szponzorált nevén az ING-Magyar Kupa a negyedik kiírás volt a versenysorozat történetében. A csapatok az Ördög Éva-vándordíjért játszottak. A kupára kilenc csapat nevezett. A győzelmet a Dunaújváros szerezte meg.

## Eredmények

### Selejtező
február 8, 9.
A. csoport (Tatabánya)
| Hely. | Csapat           | M | Gy | D | V | G+ | G– | Gk  | P | Továbbjutás vagy kiesés    |      | BVSC | VAS  | DVSI | EGER | OSC  |
| ----- | ---------------- | - | -- | - | - | -- | -- | --- | - | -------------------------- | ---- | ---- | ---- | ---- | ---- | ---- |
| 1.    | BVSC             | 4 | 4  | 0 | 0 | 71 | 18 | +53 | 8 | Továbbjutott az elődöntőbe |      | —    | 7–1  | 16–8 | 23–4 | 25–5 |
| 2.    | Vasas            | 4 | 3  | 0 | 1 | 28 | 21 | +7  | 6 | Továbbjutott az elődöntőbe |      | 1–7  | —    | 10–6 | 7–3  | 10–5 |
| 3.    | Dunaújvárosi VSI | 4 | 2  | 0 | 2 | 46 | 30 | +16 | 4 |                            |      | 8–16 | 6–10 | —    | 15–1 | 17–3 |
| 4.    | Egri VK          | 4 | 1  | 0 | 3 | 15 | 48 | −33 | 2 |                            | 4–23 | 3–7  | 1–15 | —    | 7–3  |      |
| 5.    | Orvosegyetem SC  | 4 | 0  | 0 | 4 | 16 | 59 | −43 | 0 |                            | 5–25 | 5–10 | 3–17 | 3–7  | —    |      |

B. csoport (Szeged)
| Hely. | Csapat                  | M | Gy | D | V | G+ | G– | Gk  | P | Továbbjutás vagy kiesés    |      | DUN   | SZEN | KECS  | SZEG |
| ----- | ----------------------- | - | -- | - | - | -- | -- | --- | - | -------------------------- | ---- | ----- | ---- | ----- | ---- |
| 1.    | Dunaújvárosi Főiskola   | 3 | 3  | 0 | 0 | 61 | 17 | +44 | 6 | Továbbjutott az elődöntőbe |      | —     | 15–7 | 18–10 | 28–0 |
| 2.    | Szentesi VK             | 3 | 2  | 0 | 1 | 40 | 23 | +17 | 4 | Továbbjutott az elődöntőbe |      | 7–15  | —    | 16–7  | 17–1 |
| 3.    | Kecskeméti Villanófókák | 3 | 1  | 0 | 2 | 35 | 35 | 0   | 2 |                            |      | 10–18 | 7–16 | —     | 18–1 |
| 4.    | Szegedi VTK             | 3 | 0  | 0 | 3 | 2  | 63 | −61 | 0 |                            | 0–28 | 1–17  | 1–18 | —     |      |

### Elődöntő
február 15, 16.
| 1. csapat   | Össz. | 2. csapat | 1. mérk. | 2. mérk. |
| ----------- | ----- | --------- | -------- | -------- |
| BVSC        | 17–9  | Szentes   | 8–3      | 9–6      |
| Dunaújváros | 16–3  | Vasas SC  | 10–2     | 6–1      |

### Döntő
| 2003. március 9. 16:30 | Dunaújváros                                                | 12–9 | BVSC                                                | Székesfehérvár Nézőszám: 500 Játékvezetők: Bátori Székely B. |
| 2003. március 9. 16:30 | (3–0, 3–2, 3–3, 3–4)                                       |      |                                                     | Székesfehérvár Nézőszám: 500 Játékvezetők: Bátori Székely B. |
| 2003. március 9. 16:30 | Valkai Á. 3 Sipos 3 Primász 2 Tiba 2 Benkő T. 1 Benkő N. 1 |      | Tóth A. 3 Györe A. 2 Gál 2 Kisteleki D. 1 Tóth I. 1 | Székesfehérvár Nézőszám: 500 Játékvezetők: Bátori Székely B. |

A Dunaújvárosi Főiskola kupagyőztes csapatának tagjai: Benkő Nóra, Benkő Tímea, Bódi Anett, Brávik Fruzsina, Erdős Zsuzsanna, Kovács Annamária, Primász Ágnes, Sipos Edit, Sós Ildikó, Tiba Zsuzsanna, Valkai Ágnes, Zantleitner Krisztina, edző: Mihók Attila